# 존 위더스푼

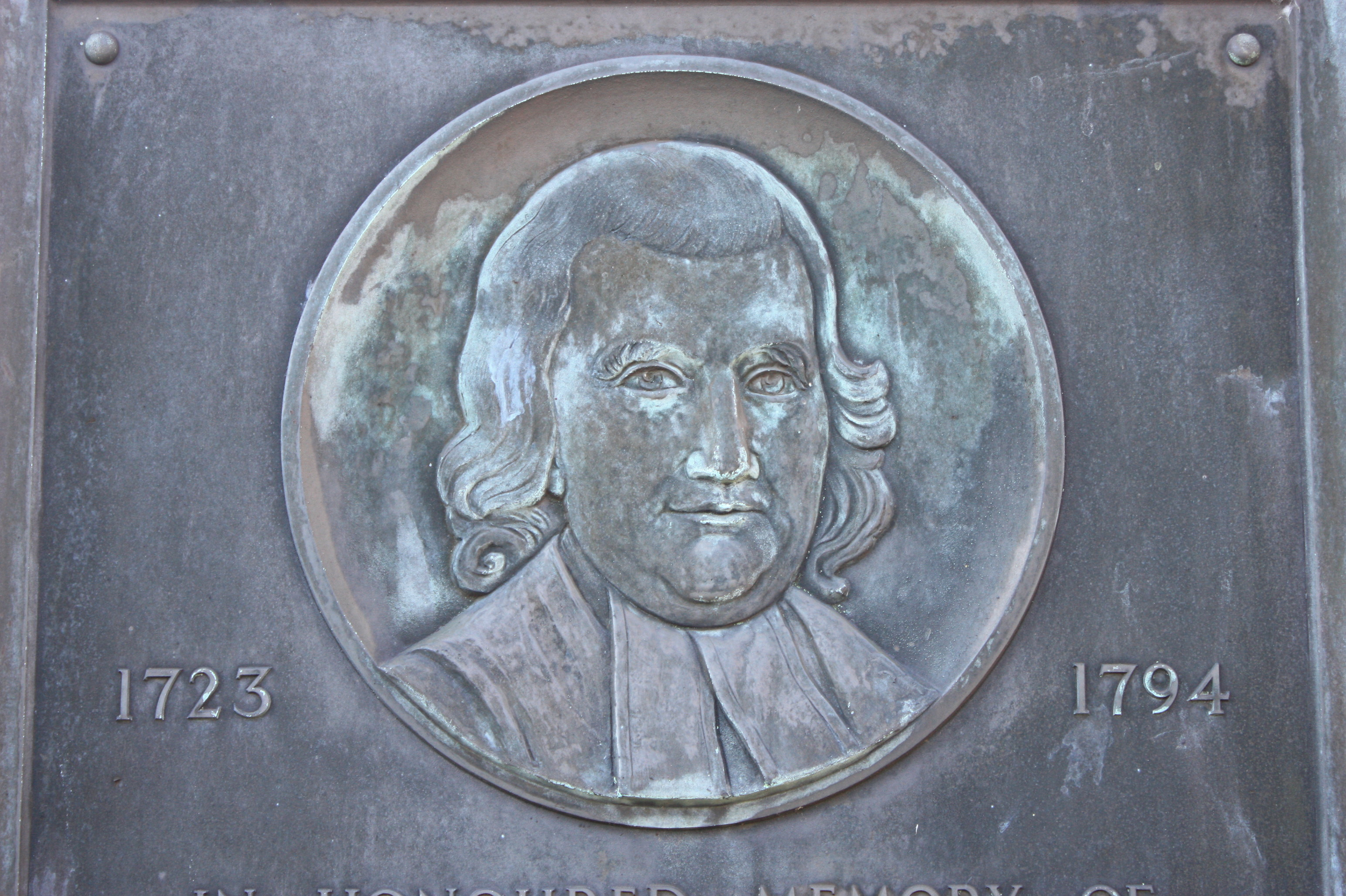
Rev. 존 위더스푼

존 위더스푼 (John Witherspoon, 1723년 2월 5일 - 1794년 11월 15일)은 스코틀랜드 기포드에서 출생한 미국의 장로교 목사이다. 에딘버러 대학과 세인트 앤드류스 대학에서 공부하였다. 후에 미국의 건국 아버지들 가운데 한 사람이 되었다. 그는 스코틀랜드 상식 학파 개념을 수용하다. 뉴저지 대학교 (현 프린스턴 대학교)의 총장으로서 미국의 발전에서 가장 영향력있는 인물이 되었다.
 특히, 그의 제자 중에는 미국의 정치사에 이름을 남긴 인물이 많았는 데, 그 중에 제임스 매디슨이 대표적이다. 그는 뉴저지 대표로 유일한 성직자로 미국 독립선언서에 서명하였다.
또한 그의 작품과 삶은 미국 독립 혁명과 스코틀랜드 계몽주의를 연결하는 데에 업적을 남겼다.

## 생애

### 출생 및 배경
그는 1723년 에딘버러의 동쪽에 위치한 예스터에서 장로교 목사의 아들로 태어났다. 그는 모친의 도움으로 4살 때, 성경을 읽을 수 있었으며, 13세에 에든버러 대학교에 입학했을 때는 라틴어, 헬라어, 불어를 구사할 수 있었다.

### 스코틀랜드 거주시
학교를 졸업한 뒤, 그는 스코틀랜드 장로교에서 안수를 받아,(1745) 장로교내에 있는 온건파(Moderates Party)에 맞서 싸우는 강경파(Popular Party)로 활약하였다. 베이스에 있는 교구에서 부르심을 받아 안수를 받기 전까지 그의 석사논문의 비정통성 시비에 걸리기도 하였다. 1747년, 장로교 목사의 딸인 엘리자베스 몽고메리와 결혼을 하였다.

### 미국으로 이민
1766년 5대 총장 새뮤얼 핀리의 죽음으로 뉴져지 대학의 총장의 후임의 제안을 받고 미국으로 이민을 오게 되었다.
1768년에 필라델피아에 부인과 다섯명의 자녀를 데리고 도착하였을 때, 일주일 후, 프린스턴의 낫소 홀에 있는 제일장로교회에서 설교를 하였는 데 그 설교제목은 '경건과 학문의 일치'였다. 이것은 그가 앞으로 프린스턴대학교의 방향을 결정할 중요한 기초가 되었다.
1768년에 지금의 프린스턴 대학의 전신인 뉴져지 대학의 총장으로 부임을 하게 된다. 그는 스코틀랜드의 계몽주의의 대표적인 스코틀랜드 상식 학파를 미국에 소개하고, 웅변학과 도덕 철학을 가르쳤다. 이것은 미국이 공화정으로 도약하는 데에 큰 기여를 하게 되며, 또한 그는 미국 장로교의 목회자로써 미국의 독립을 관철하는 데 앞장섰다. 1776년에 대륙의회에 가입하였고, 1794년 사망때까지 미국의 정치, 교육, 종교에 지도자 역할을 하였다.

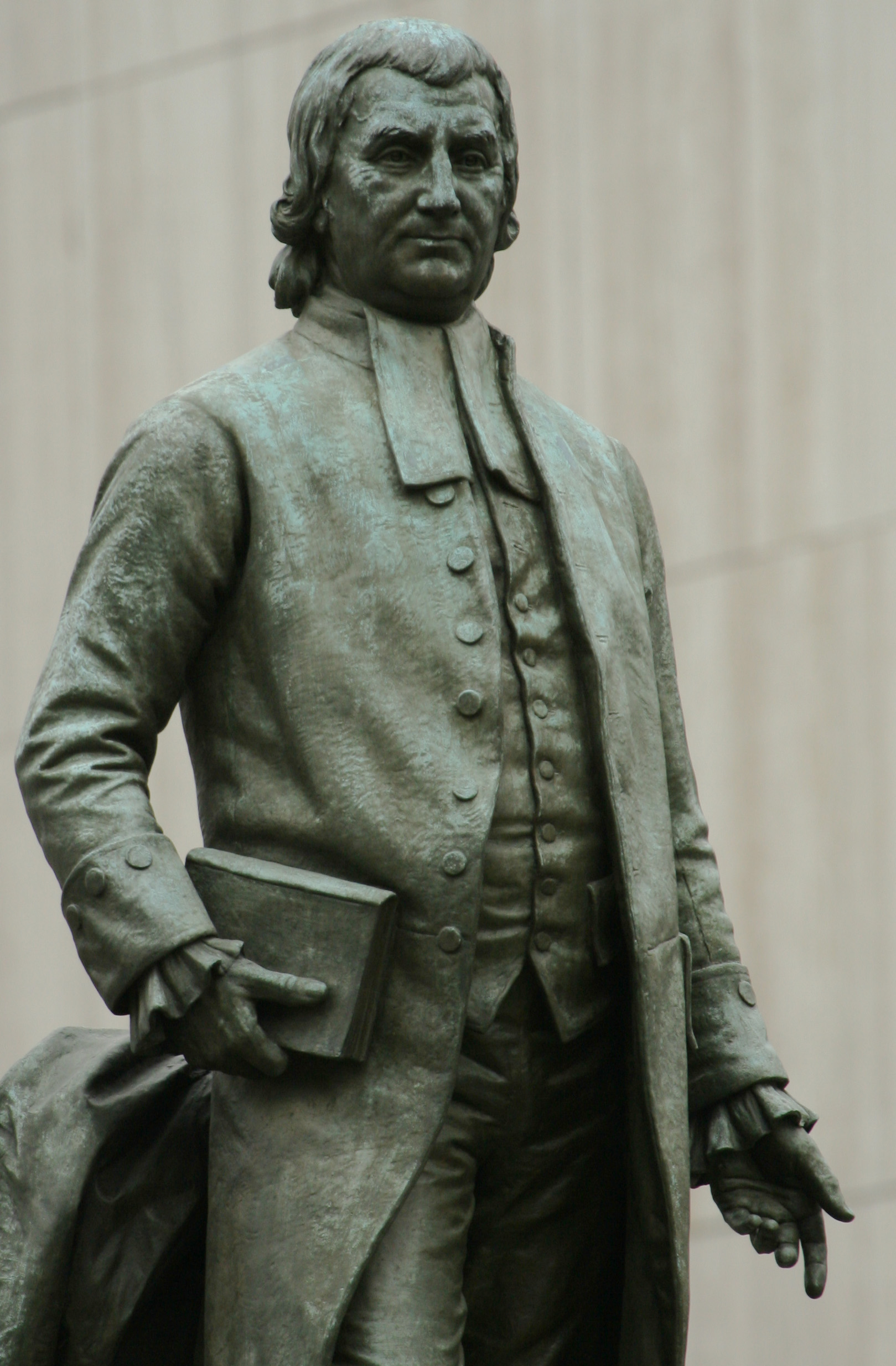
워싱톤 D.C. 에 있는 존 위더스푼 동상,

### 뉴져지 대학교(현프린스턴 대학교) 재직시
26년의 프린스턴 사역을 시작하는 그의 첫 설교는 고린도전서 3장 5-7절의 말씀으로는 '복음의 성공은 전적으로 하나님에게서 부터'라는 제목으로 만일 하나님을 의지하게 되면, 열심으로 기도하게 된다라는 적용으로 마무리 하였다.
그의 주된 가르침은 도덕철학과 수사학이었으며 내용은 스코틀랜드 계몽주의와 키케로의 철학을 접목시킨 것이었다. 그가 총장으로 임직 후 프린스톤의 졸업생은 목회자 지망보다는 다른 세속적 직업으로 더 많이 몰리게 되었다. 13명의 대학 총장, 23명의 판사, 3명의 대법관, 21명의 상원의원, 29명의 하원의원, 12명의 주지사, 1명의 부통령(애런 버), 1명의 대통령(제임스 매디슨)을 배출하였다.

## 특징

### 정치적 참여
위더스푼이 활동하던 시기 이전에는 대각성 (운동)이라는 미국의 역사적인 격변기 이후에 정치적으로나 문화적으로 계몽주의의 큰 물결에 직면했던 때였다. 목회자들이 회개와 중생의 체험을 강조하던 기존의 방식에서 정치적 이데올로기를 세워야 할, 독립과 연관된 사고들이 급물살을 탈 때, 위더스푼은 그 흐름에 올바로 대처하기 위해 정치적 참여를 한 보기드문 인물이었다.그가 뉴저지주의 대표로 국회에 파견되었을 때 미국 독립에 대한 의견은 양분되어 있었다. 이 때, 그는 독립의 필요성뿐만 아니라, 독립을 못했을 때 미국의 위험성에 대해 설파하자, 그 설교가 프랭클린, 매디슨 같은 사람들에게 영향을 미쳤다. 존 애덤스는 그를 "자유의 아들처럼 귀하고, 미국의 위대한 인물"로 평하였다. 그리하여 결국, 정부는 독립을 선언하게 되어 미연합중국이 탄생하게 된다.

#### 칼뱅주의와의 불편한 관계
위더스푼은 그 전 총장과 달리, 목회자 양성기관보다는 정치, 과학, 철학등의 세속학문을 겸하는 지도자 양성으로 학풍을 이어갔다. 그의 스코틀랜드 상식 학파의 도입은 코튼 매더와 조나단 에드워즈 등의 칼뱅주의의 가르침에 대척점에 있었다. 또한 뉴져지 대학의 초대 총장이었던 조나단 디킨스의 가르침과도 상반된 것이었다.

### 그에 대한 평가
- 부정적인 측면: 마크 놀은 존 위더스푼이 목회자 임에도 불구하고 그의 무비판적인 공화주의와 법의 적용이 기독교의 세속화를 불러들였다고 주장한다. 위더스푼 이후로 미국의 기독교인들은 세속과 성경을 섞인 혼합적인 기독교인으로 변질했다고 주장한다.[9] 또한 그는 위더스푼이 이성을 성경의 계시와 동등한 위상을 갖도록 평가하였고, 이것은 기독교의 세계관이 단지 선택사항이라는 분류되는 데 기여하였다고 주장하였다.
- 중도적인 측면: 잭 스콧은 위더스푼의 저서 <도덕철학에 대한 강의>의 논평에서 위더스푼은 정통 칼빈주의의 얼굴(겉표면, facade)는 유지하면서, 근본적인 내용은 버렸다고 주장했다. 그 이유는 초칼빈주의자들에 의해 묘사된 임의의 신성은 부인하고, "순수한 칼빈주의"를 가르치지 않았는 데, 그 예로는 기도의 유효성(efficacy)이다.[10]
- 동정적인 측면: L. 고든 타잇은 위더스푼이 전혀 타협하지 않는(full-blooded) 칼빈주의자처럼 나쁘지는 않았다고 주장한다.[11]

### 저서
1. Ecclesiastical Characteristics (1753) 프랜시스 허치슨의 이론에 대한 반박하는 내용으로 10판을 인쇄할 정도로 인기를 얻었으며, 위더스푼의 최고의 작품으로 꼽힌다. 사람을 높이 평가한 허치슨의 글을 조목조목 풍자적으로 묘사했으며, 허치슨의 글들이 미술에서 단순히 끌어다 쓴 것이라고 비판하였다. 또한, 허치슨의 글이 칼빈주의적 인간론, 즉, 전적으로 타락한 인간을 지나치게 높이 평가했다고 비판하였다. 위더스푼은 허친슨이 정치적인 온건파와 지식층이 이상적인 인간형으로 그렸다고 지적하였다.이 글을 통하여 허치슨을 비롯한 정치적 온건파들은 영국왕조에 지나치게 순종적임을 지적하였고, 이러한 위더스푼의 태도가 그가 미국으로 이민온 이후 미국의 독립에 큰 영향을 미쳤다로 보는 견해가 있다. (서문: Moderation Party들이 도덕철학을 해석할 때, 죄죽임과 자기부인을 생략한 것에 대해 지적하고 있다. 전체구조는 13개의 격언들로 구성되어 있고, 각 격언마다 내용이 있는 데, 허치슨이라는 이름보다는 Moderation이란 말로 대체하고 있다.)
2. Lectures on Moral Philosophy: 조나단 에드워즈에 대한 반박을 한 뒤, 세개의 강연에서는 존 로크의 인간이해에 대해, 다섯 번째에서는 정치철학에 대해, 여섯번부터 아홉째에서는 하나님과 이웃, 우리 자신에 대한 우리의 의무를 열번째에서는 정치적인 권리와 의무, 11,12,13번째에서는 국내, 사회, 국제관계에 대하여 강연하였다. 11번째부터 13번째에서는 법률적 판단과 결론으로 마쳤다.
3. Lectures on Eloquence
4. A Serious Inquiry into the Nature and Effects of the Stage: 극장이 공적인 도덕에 미치는 부정적인 영향을 고발하였다.
5. Address to the Inhabitants of Jamaica, and Other West India Islands, in Behalf of the College of New Jersey
6. Christian Magnanimity
7. The Dominion of Providence over the Passions of Men.
8. Part of a Speech in Congress, upon the Confederation.

## 주요 설교들
- 인간의 열정을 지배하는 (하나님의) 섭리 ( The Dominion of Providence Over the Passions of Men, 시편 76:10): 그의 가장 유명한 설교로 1776년 5월 17일 금식의 날에 미국 의회장이었던 존 핸콕에게 헌정하였다. 이 설교는 미국 혁명에 관한 설교 중 가장 유명한 설교 중 하나로 꼽힌다.

## 주된 가르침
- 그의 도덕철학의 내용 중에는 근면, 절약에 의한 노동윤리가 있었다. (미국에 있는 스코틀랜드 이민자들에 대한 연설문)
- 종교적 관용: 그는 로마 가톨릭등의 타종교에 대한 관용을 베푸는 에큐메니칼적 마인드가 있었으며, 교리적 차별화보다는 종교인의 공통된 도덕적 행동을 더 중요시하였다.

## 주변 인물들
- 에스라 스타일즈
- 티모시 드와이트

## 영향을 준 인물들
- 프란시스 쉐퍼는 그의 저서 기독교 선언에서 위더스푼이 그에게 개인적으로 많은 영향을 미쳤다고 소개하였다.[12]
- 사무엘 스탠호프 스미스

## 같이 보기
- 조지 휫필드
- 조셉 벨라미
- 프린스턴 대학교
- 호레이스 월폴
- 찰스 핫지

## 위더스푼 연구가
- 애쉬벨 그린: 전기
- 마크 놀 : 프린스턴 대학교 (1768-1822) 연구

## 2차 문헌
- Stohlman, Martha Lou Lemmons, John Witherspoon; Parson, Politician, Patriot, (Philadelphia,PA: The Westminster Press, 1976)
- Morrison, Jeffrey H., John Witherspoon and the Founding of the American Republic. (Notre Dame, IN: University of Notre Dame Press, 2005)